# Torre dei Lanfredini
La torre dei Lanfredini è un edificio storico del centro di Firenze, zona Oltrarno, situato in via Santo Spirito 40 rosso, angolo con via de' Geppi. È detta anche Torre del Gallo, come l'omonima torre sempre dei Lanfredini in zona Arcetri. 

## Storia
I Lanfredini furono un'importante famiglia della Firenze medievale, con priori, gonfalonieri e ambasciatori. Essi, di origine nobili germaniche, avevano diverse proprietà in città: per esempio la torre del Gallo a Pian de' Giullari. Già stabilitisi in Borgo San Jacopo, si trasferirono in questa zona in epoca imprecisata, verosimilmente tra gli inizi del Duecento, quando via Santo Spirito venne inclusa nella cinta muraria, e la fine del secolo o gli inizi del Trecento, quando dovette avvenire la costruzione la torre. In quegli anni l'Oltrarno viveva dopotutto uno straordinario sviluppo, economico e demografico, culminato con la costruzione dei nuovi ponte alla Carraia e ponte dei Frescobaldi, e l'apertura delle corrispondenti direttrici di via Maggio e via de' Serragli, la lastricatura delle strade e l'inclusione di amplissime porzioni nell'ultima cerchia di fortificazioni, quella arnolfiana.
La Torre dei Lanfredini si appoggiava a un palazzetto lungo via de' Geppi. Questa stretta strada era un "chiasso" privato su cui si affacciavano le case della consorteria, collegate tra loro da cavalcavia, di solito in legno e mobili. Nello stesso isolato, verso l'Arno fino all'odierna piazza degli Scarlatti, si estendevano alcuni servizi comuni della consorteria, come il pozzo e gli "orti", ai quali i Lanfredini accedevano originariamente tramite un'uscita ad arco al pian terreno, le cui tracce vennero riscoperte sulla parete nord.

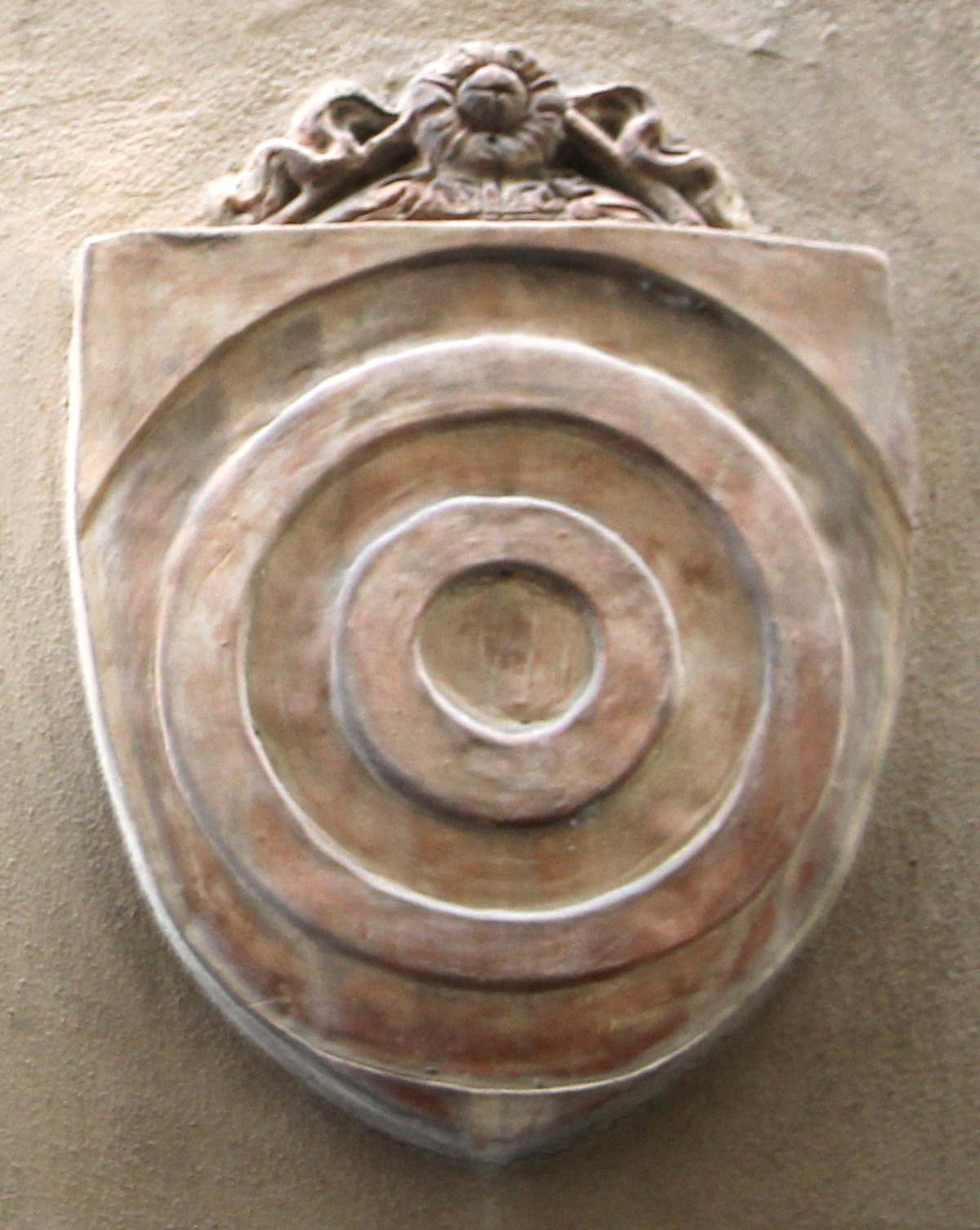
L'arme Lanfredini

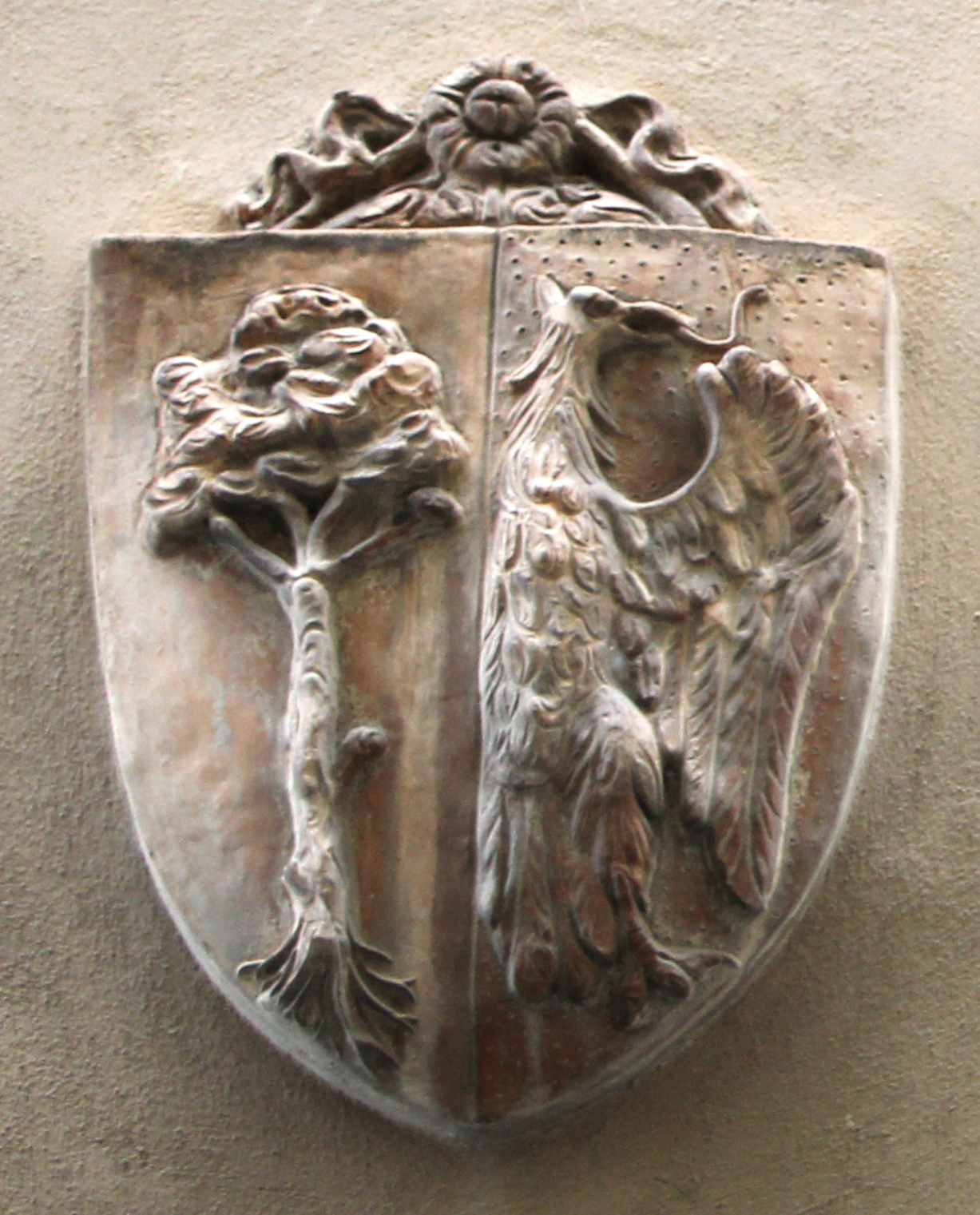
Stemma Bruschi

Prima della "scapitozzatura" la torre raggiungeva i tre piani, con una merlatura di tipo guelfo, cioè "a dente" (quadrangolare). L'accorcio della torre, secondo una sorte toccata tutte le torri private fiorentine, avvenne durante una delle riprese della legge che vietava gli edifici privati più alti di cinquanta braccia (circa trenta metri). Inserita negli Ordinamenti di Giustizia del Primo Popolo del 1251, venne confermata nel 1292 negli Ordinamenti di Giustizia del Secondo Popolo di Giano della Bella (1292 e ancora nello statuto del Podestà del 1325, per porre freno alla minacciosa "società delle torri" che tanto aveva influenzato le sanguinose lotte civili di quegli anni.
Una norma dello Statuto del Podestà del 1325 proibì inoltre tutte le strutture lignee esterne all'altezza inferiore di 5 braccia fiorentine (circa 2 metri e 40) "pro maiori pulchritudine civitatis".
Nuovi abbellimenti alla torre risalgono al 1412, in occasione delle nozze di Orsino di Lanfredino Lanfredini e Ginevra di Piero Capponi.
Nella Pianta della Catena (fine del XV secolo) si vede però come col tempo la torre fosse stata restaurata e rialzata nuovamente, per assumere poi le dimensioni attuali quando Clemente VII, nel Cinquecento, fece abbassare tutte le torri superstiti, comprese quelle delle mura, per sgombrare il campo d'azione alle nuove armi da fuoco. A quel tempo ormai la torre era diventata un possedimento secondario per i Lanfredini, visto che dal 1513 circa Baccio d'Agnolo aveva progettato per loro un palazzo adiacente, affacciato sull'Arno ed edificato sui vecchi “orti”.
Alla fine del Settecento, torre e palazzo adiacente, subirono modifiche invasive, tese a suddividere gli ambienti in quartieri più piccoli e amalgamarli. In tale occasione, in seguito a problemi statici, si abbassò ulteriormente la torre fino all'altezza attuale, perdendo probabilmente le volte del secondo piano. Per rinsaldare il lato sinistro venne stesa una muratura di sostegno che andò a coprire il filaretto originale. 
Agli inizi del Novecento, come annotato sull'Illustratore fiorentino del 1911, solo "qualche mensola sporgente" indicava il luogo dell'antica torre, oramai inglobata nell'edificio che si sviluppa in profondità lungo via dei Geppi e che fin dall'origine era casa degli stessi Lanfredini. Acquistata dall'antiquario ed editore Alberto Bruschi negli anni 1980, la torre è stata oggetto di un lungo e paziente intervento di restauro che, oltre a recuperare il carattere trecentesco del fronte, ha portato alla luce negli interni lacerti delle decorazioni antiche (in vari casi con l'arme dei Lanfredini) e, nell'insieme, restituito dignità a tutto l'edificio.

## Descrizione

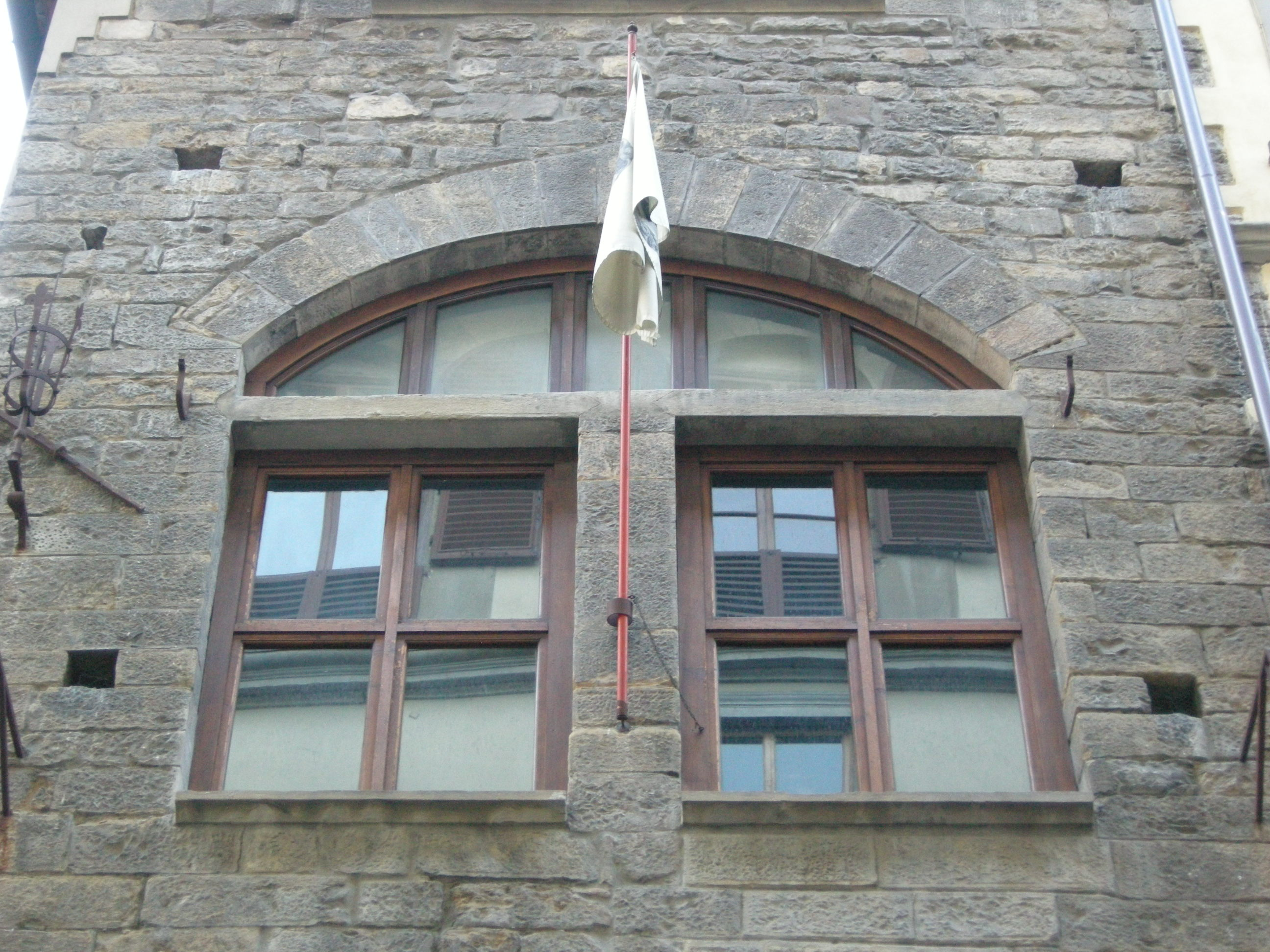
Bifora

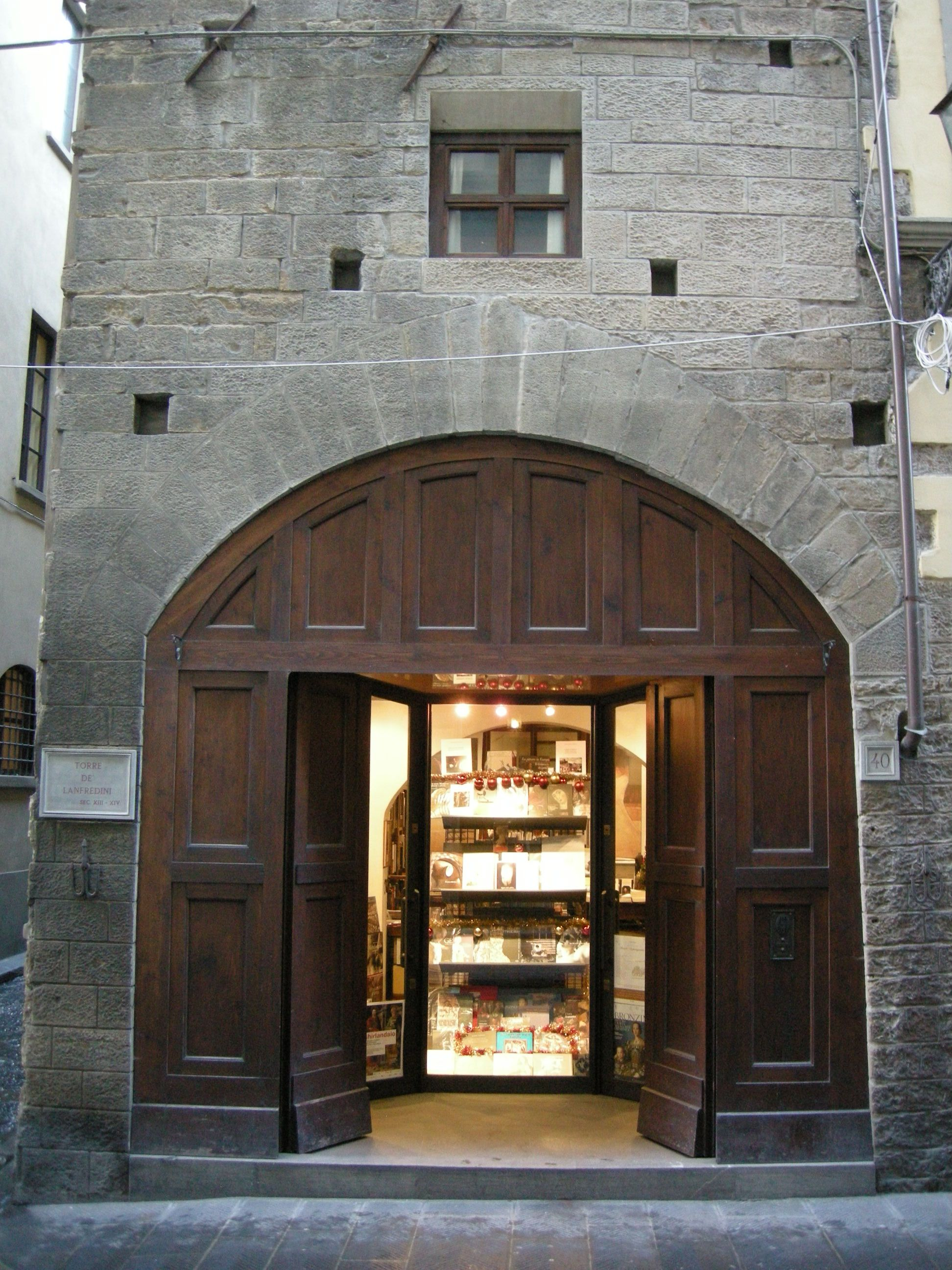
Il portale al piano terra

### Esterno
La facciata sulla pubblica via, verso sud, era strutturata in modo da rispondere a esigenze difensive e commerciali. La grande apertura ad arco ribassato al piano terra, in stile arnolfiano, testimonia infatti come la torre fosse usata come "fondaco", cioè deposito di merci da vendere al dettaglio. Tale tipologia edilizia, la "torre-fondaco", era frequente nella strada, che per la sua vocazione commerciale veniva anche chiamata "Fondaco di Santo Spirito".
Il paramento della facciata è in pietraforte, murata in bozze rettangolari ben squadrate, larghe e piatte, fino all'imposta dell'arco del primo piano, dove il materiale si fa più minuto e irregolare.
Il pianoterra doveva avere la funzione di loggia, come avveniva ad esempio a palazzo Davanzati (sebbene in proporzioni maggiori), ed era dove avvenivano le compravendite nonché, in occasioni speciali, i festeggiamenti per matrimoni e altre celebrazioni.
La finestra a bifora al primo piano richiama la forma del portone, e forse anche al secondo piano l'apertura doveva originariamente avere un coronamento ad arco, di forma analoga, sebbene più basso di imposta. Ciascuna finestra era dotata di un sistema di chiusura con portelloni in legno bloccabili dall'interno da forti stanghe orizzontali scorribili (i "cardinali"): in corrispondenza delle antiche aperture si vedono ancora oggi le tracce di tali sistemi, come i cardini originali su cui ruotavano le ante e i buchi nello spessore delle pareti, in cui andavano ad ancorarsi le stanghe per la chiusura. Su alcuni di questi arpioni dei cardini esistono ancora lacerti di cuoio originali, che facevano da rondelle per attutire la frizione e quindi l'usura.
Le buche pontaie senza mensola che si scorgono qua e là mostrano dove stavano inseriti i pali dei ponteggi durante l'edificazione e le strutture per i ballatoi lignei in seguito. Sul lato di via de' Geppi, in posizione rialzata, un'apertura cieca a forma di bassa cuspide, conteneva un tabernacolo con immagine sacra, illuminata da un'antica lumiera che pendeva da un ferro poco sopra. Oggi contiene una terracotta con una ragazza rappresentata come san Michele Arcangelo, reggente una bilancia per soppesare le anime, una spada e un libro aperto a favore dell'osservatore, su cui sono scritti i nomi delle figlie dell'attuale proprietario, lo storico e antiquario Alberto Bruschi. 
Su via de' Geppi, sull'architrave del portoncino, sono due scudi in terracotta, di fattura moderna, quello a destra con l'arme dei Lanfredini (cerchiato di sei pezzi di rosso e d'argento), quello di sinistra con l'arme dei Bruschi (partito: nel primo d'oro, all'aquila dal volo abbassato di nero, uscente dalla partizione; nel secondo d'argento, all'albero sradicato di verde). Qui si vedono al primo piano le tracce di un'apertura ad altezza piena, che dava anticamente su uno dei ponticelli sospesi. Più in basso si vede anche una buchetta del vino trasformata in nicchia dei campanelli. 

#### I ferri esterni
I ferri all'esterno dell'edificio sono originali dell'epoca medievale e assolvevano a varie funzioni. Gli "erri" reggi-pertica, a forma d'uncino, accoppiati ai lati della finestra del primo piano, servivano per sostenere i bastoni a cui appendere tendaggi, panni stesi ad asciugare,  o, durante le feste, drappi decorativi. Non era insolito scorgervi anche gabbiette appese con uccelli o addirittura scimmiette legate al guinzaglio (come si vede ad esempio nell'affresco della Guarigione dello storpio al Carmine). Ferri analoghi si trovano anche alle aperture su via de' Geppi.
Vicino al portone principale si trovano poi due ferri a forma di "M" gotica rovesciata, usati per legare muli e cavalli, mentre anelli portabandiera, o per torce, si vedono sul pilastrino al centro della bifora e ai lati della finestra del secondo piano. Un grosso anello mobile, all'imbocco del vicolo laterale, serviva ad appendere una catena che chiudeva la strada e dove si appendeva il bestiame col quale si trasportavano i prodotti dalle campagne.

### Interno

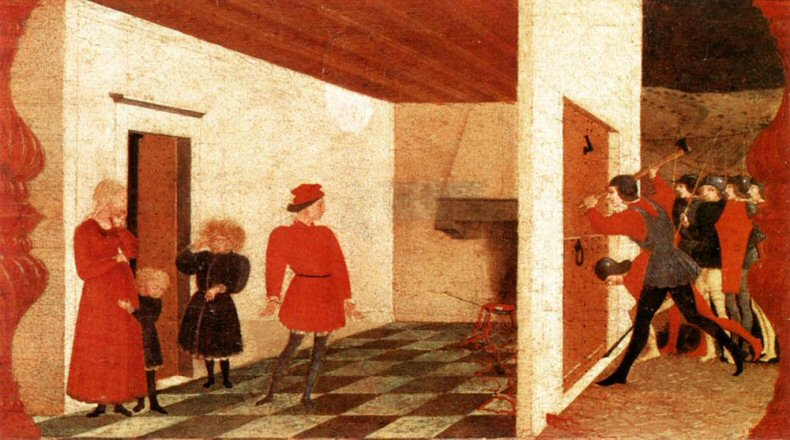
Paolo Uccello, scomparto della predella della Pala del Corpus Domini

L'interno si articola su due piani rialzati, più un mezzanino e una cantina. Il mezzanino, rischiarato dalla finestra sulla facciata, di forma quadrata con strombo orientato verso il basso, era accessibile tramite una scala lignea ed aveva originariamente funzioni di magazzino per le merci da tenere a portata di mano per la vendita, mentre lo stoccaggio maggiore per ingombro e durata aveva sede nelle cantine e negli altri vani al pian terreno, tutti accessibili solo dall'interno della casa. Un foro nel pavimento del mezzanino permetteva un'ulteriore illuminazione del pianoterra.
Ogni piano era di solito costituito da un'unica stanza, detta "palco".

#### Primo piano

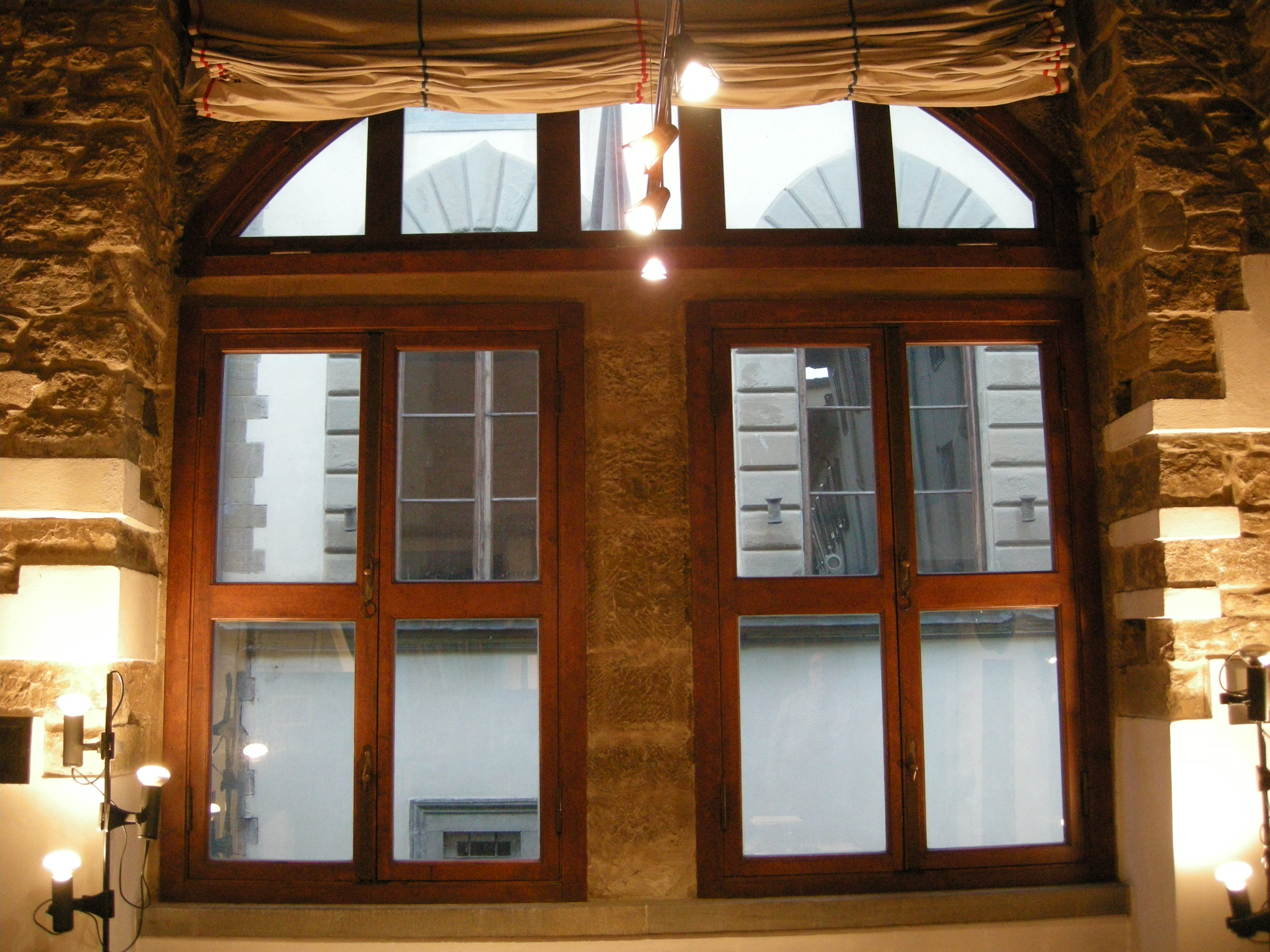
Interno, primo piano

Al primo piano, dove si apre la bifora principale d'impronta arnolfiana, è stato ritrovato, incassato nella parete sul lato di via de' Geppi, un antico servizio igienico, ovvero, com'era detto ab antiquo, un "agiamento", o "comoda", o anche "logo", che scaricava direttamente sul vicolo. Nascosto da un'intonacatura, venne riscoperto assieme all'incavo a mo' di nicchia in cui si sedeva appoggiandovi la schiena. Ricomparve addirittura la seggetta lignea originale con tanto di coperchio,  popolarmente detto "cariello", ed inoltre riapparve un piccolo incasso nel muro atto a contenere uno straccio destinato a pulirsi. Questa nicchietta per i servizi, è ubicata accanto a quello che era una volta un camino trecentesco di cui restano solo le tracce della cappa, alta quasi fino al soffitto, del tipo visibile anche a palazzo Davanzati (Sala dei Pappagalli) o in un dipinto di Paolo Uccello alla Galleria nazionale delle Marche. Il camino venne poi spostato sulla parete opposta, probabilmente per motivi di statica. Di lato a quello che era il camino primigenio venne rimessa in luce un'apertura che dava su un ballatoio esterno, tamponata in epoca imprecisata.
Agli abbellimenti del 1412 circa dovrebbe risalire l'incorniciatura in pietra serena della porta al primo piano, con l'incisione sull'architrave del nome Lanfredino Lanfredini e dello stemma familiare con le tre armille. Accanto a questa stanza principale si trova un disimpegno, il "madornale", disposto lungo via de' Geppi. Si tratta di un salone usato in occasioni speciali, come feste, riunioni di famiglia e celebrazioni per ospiti importanti. In tali occasioni veniva decorato da arazzi e drappi appesi alle pareti. I pasti quotidiani si svolgevano invece in altri ambienti, come la camera da letto, allestendo lì per lì, dove più opportuno, alcune travi appoggiate su caprette lignee.

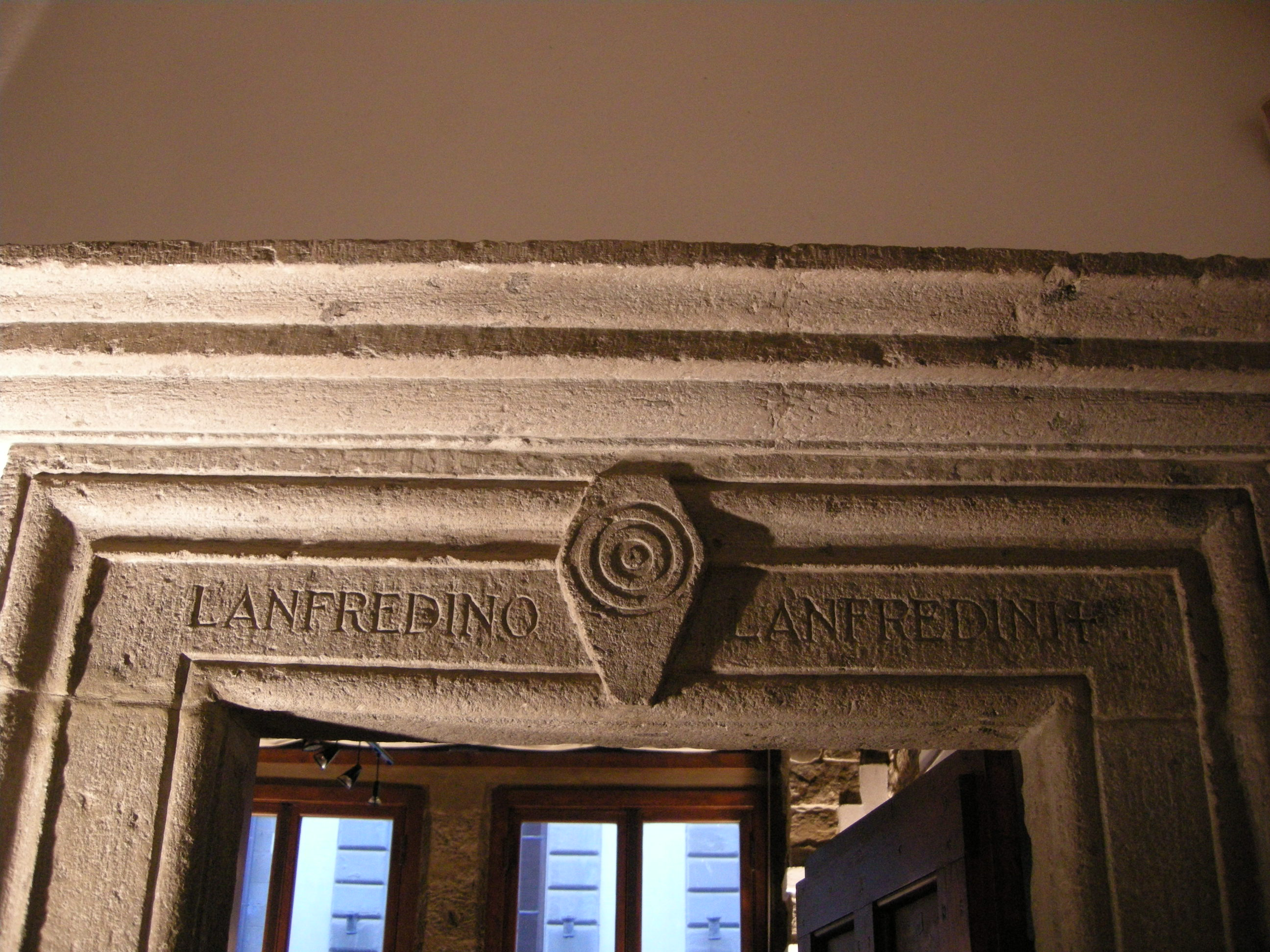
Architrave scolpito con l'arme e il nome di Lanfredino Lanfredini

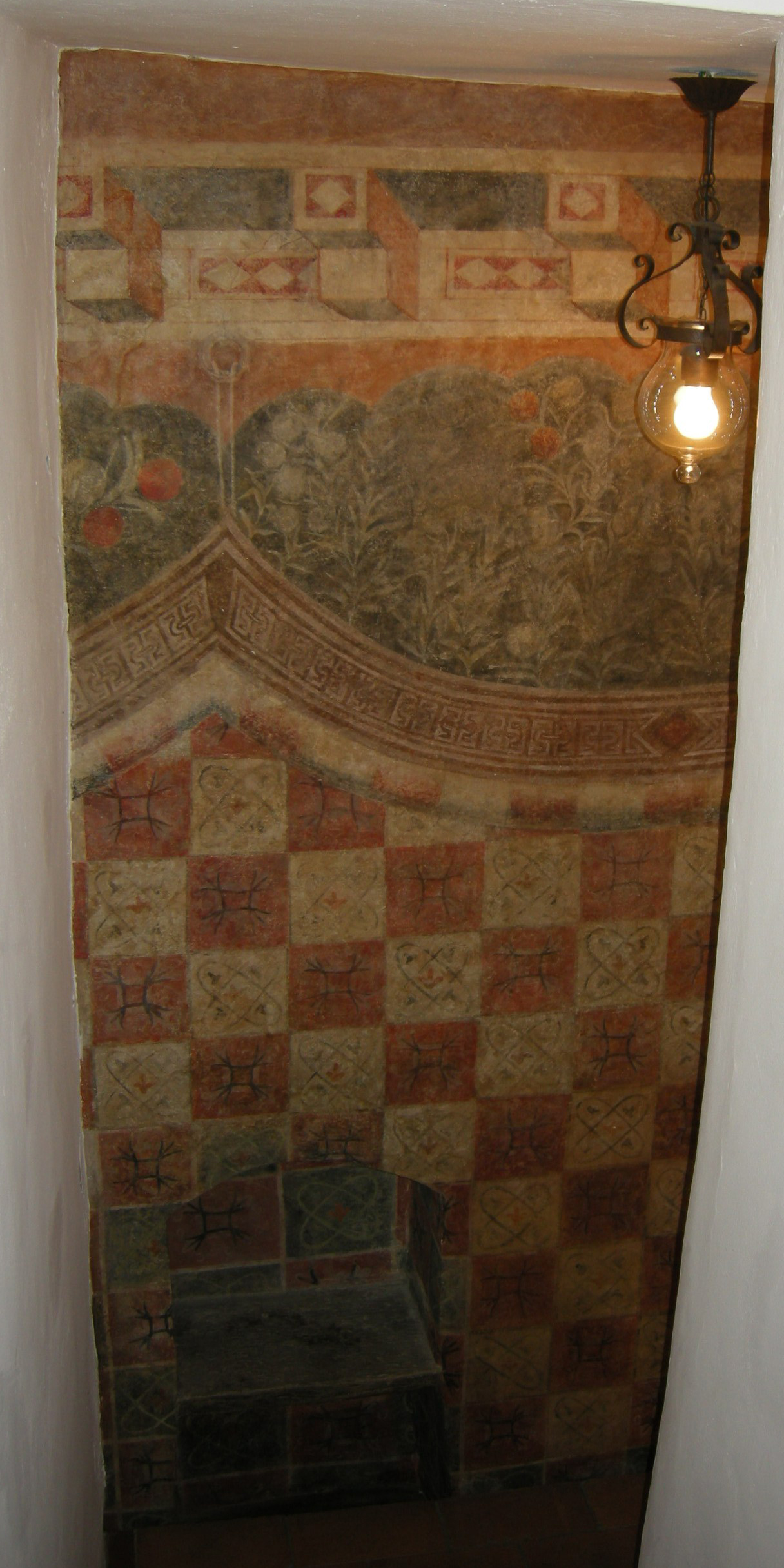
Affreschi

Alla seconda metà del Trecento risalgono le decorazioni parietali a fresco su malta e grassello, come si vedono nel "madornale", nel vano scale e al secondo piano. Esse si estendevano originariamente su ogni angolo della casa, come hanno dimostrato i saggi esplorativi che hanno dato esito positivo anche in zone impensabili come il summenzionato "agiamento", le nicchie dove si riponevano le vettovaglie e gli strombi delle finestre. Queste decorazioni sono pressoché coeve di quelle a palazzo Davanzati (all'epoca dei Davizzi), ma non presentano oggi quelle pesanti ridipinture dell'altra casa-museo. Esse rappresentano finti tendaggi che, nel caso del madornale, sono rosso corallo con motivi geometrici, appeso morbidamente in modo da lasciare visibile, sul quarto superiore della parete, un ricco verziere. Si tratta di una decorazione tipica delle dimore fiorentine dell'epoca, di gusto "francesizzante", importato forse dai numerosi mercanti che l'avevano apprezzato alla corte papale d'Avignone: una conferma iconografica di tale usanza si ha nell'affresco nella basilica superiore di Assisi con  Innocenzo III conferma la Regola francescana.
Tali motivi erano di solito completati in alto da una fila di mensole dipinte, spesso scorciate con accorgimenti ottici, che fingevano di reggere la travatura del soffitto: ben conservate sono quelle nel vano scale.

#### Secondo piano
Il secondo piano era di solito quello riservato alla vita domestica. Qui si trova la stanza da letto, davanti al luminoso affaccio su via Santo Spirito, separato da un ambiente adiacente (la "saletta" o "salotto") da un tramezzo in muratura, non portante, alto poco più di due metri. I ganci di ferro a "L" che si allineano lungo il bordo del tramezzo e sulla parete parallela a nord dimostrano come fosse usanza appendere stoffe, drappi e arazzi per decorare e rendere più caldo l'ambiente. Sulla parete ovest si trova invece un affresco decorativo con motivi araldici, quali l'ondato a maglie grosse (detto anche "nebuloso") rosso e bianco ("argento"), su cui si ripete l'arme dei Lanfredini (d'argento a tre armille di rosso).
L'ultimo piano, perduto, doveva infine ospitare le cucine, per disperdere in aria i fumi e attutire il pericolo di incendi.